# سینه‌زغالی سبز
سینه‌زغالی سبز (نام علمی: Anthracothorax viridis) نام یک گونه از سرده سینه‌زغالی است.